# Thelasis mamberamensis
Thelasis mamberamensis är en orkidéart som beskrevs av Johannes Jacobus Smith. Thelasis mamberamensis ingår i släktet Thelasis och familjen orkidéer. Inga underarter finns listade i Catalogue of Life.